# Maja Söderström
Pour les articles homonymes, voir Söderström.
Maja Söderström (née le 27 septembre 2011) est une actrice suédoise. Elle joue dans la série de Noël Storm på Lugna gatan,. Söderström participe également au gala de l'UNICEF qui est diffusé sur TV4 le 1er mai 2019. Actuellement, elle est la doubleuse suédoise d'Elinor dans Elinor Wonders Why.